# Synaphe
Synaphe is een geslacht van vlinders van de familie snuitmotten (Pyralidae), uit de onderfamilie Pyralinae.

## Soorten
- S. amuralis Hampson, 1900
- S. antennalis (Fabricius, 1794)
- S. armenialis Lederer, 1870
- S. banghaasi Caradja, 1916
- S. berytalis Ragonot, 1888
- S. biformis Rothschild, 1915
- S. bombycalis (Denis & Schiffermüller, 1775)
- S. bradleyalis (Viette, 1960)
- S. consecratalis Lederer, 1855
- S. chellalalis (Hampson, 1900)
- S. chretieni Lucas, 1910
- S. diffidalis (Guenee, 1854)
- S. fuscochralis Leraut, 2007
- S. glaisalis Lucas, 1933
- S. graeseri Sauber, 1899
- S. hampsoni Rebel, 1900
- S. infumatalis Erschoff, 1874
- S. interjunctalis (Guenee, 1849)
- S. lorquinalis (Guenee, 1854)
- S. moldavica (Esper, 1794)
- S. morbidalis (Guenee, 1849)
- S. oculatalis (Ragonot, 1885)
- S. palpangulalis Hampson, 1906
- S. predotalis (Zerny, 1927)
- S. punctalis - Pinokkiomot Fabricius, 1775
- S. rungsi Lucas, 1937
- S. santschii Lucas, 1911
- S. styphlotricha Hampson, 1906
- S. testacealis Rothschild, 1915
- S. unifascialis Amsel, 1961
- S. uxorialis Lederer, 1858